# Marshalls
Marshalls is een Amerikaanse keten van goedkope warenhuizen die eigendom zijn van TJX Companies. Marshalls heeft meer dan 1.000 Amerikaanse winkels, waaronder grotere winkels genaamd Marshalls Mega Store, die verdeeld zijn over 42 staten en Puerto Rico. Daarnaast zijn er 61 winkels in Canada. Marshalls breidde voor het eerst uit naar Canada in maart 2011.
Marshalls is samen met het zusterbedrijf TJ Maxx een van de grootste Amerikaanse kleding- en huismoderetailers voor het hele gezin. De slogans zijn Your Surprise Is Waiting en Never Boring, Always Surprising.

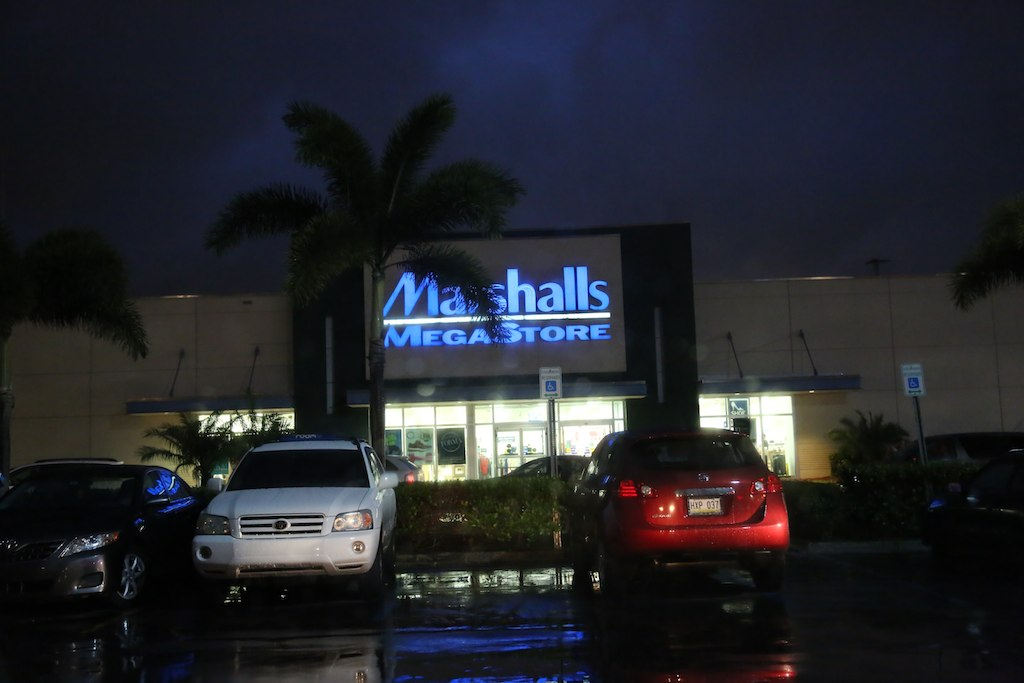
Marshalls Mega Store in Puerto Rico

## Geschiedenis
De geschiedenis van Marshalls gaat terug tot 1956, toen Alfred Marshall een groep innovatieve ondernemers verzamelde aan de oostkust, waaronder Bernard Goldston, Norman Barren en Irving Blitt (Frank Estey en Bernard Ribas voegden zich in 1960 bij de ondernemers door de aandelen van Bernard Goldston te kopen), om gezamenlijk het concept "Brand Names For Less" op te starten. Marshalls verkocht geen kleding totdat Irving Blitt (die later de concessie voor sportartikelen regelde) zijn vriend Alfred Marshall belde om hem te laten weten dat hij de mogelijkheid had om tweede keus Arrow-shirts uit de fabriek te kopen tijdens een reis naar New York. 
Na de Tweede Wereldoorlog groeide de economie en was er een forse groei van de buitenwijken van de steden, waardoor Marshall en zijn medewerkers een manier zagen hier gebruik van te maken. Samen openden ze een zelfbedieningswarenhuis in Beverly, Massachusetts, waar ze kleding en huishoudelijke artikelen aanboden tegen aantrekkelijk lage prijzen. Extra vloeroppervlak werd "onderverhuurd" om klanten schoenen, hardware en sportartikelen van afzonderlijke verkopers aan te bieden, maar het afzonderlijke eigendom van die afdelingen was onzichtbaar voor de shopper. De oorspronkelijke winkel had ook een lunchroom, een andere onderhuur van vloeroppervlak, de "A & M Luncheonette" (waarbij A & M voor Alice & Mickey Masters stond, de eigenaren).
Het concept bleek zeer succesvol. Tien jaar later was Marshalls de toonaangevende off-price winkelketen van het land geworden. Door de volatiliteit van de Amerikaanse economie in de jaren zeventig, met een recessie die het bestedingspatroon van de meeste shoppers beïnvloedde, wonnen de off-price-winkels aan populariteit. Door het opkopen van voorraden uit het vorige seizoen, overproductie en sluitingsvoorraden van fabrikanten op te kopen, kon Marshalls modieuze, hoogwaardige "designer"-artikelen aanbieden tegen prijzen die 20 tot 60 procent lager waren dan die van de warenhuizen.
In 1976 werd Marshalls overgenomen door Melville Corporation. Tegen 1993 had Marshalls zich uitgebreid in 42 staten, waaronder Hawaï, en had verschillende centrumlocaties. In 1995 werd Marshalls gekocht door TJX, het moederbedrijf van zijn belangrijkste rivaal, TJ Maxx, voor $ 550 miljoen.
Marshalls en TJ Maxx opereren als zusterwinkels en hebben een vergelijkbare aanwezigheid in het hele land. Terwijl de twee bijna identieke prijzen bieden en vergelijkbare winkelindelingen hebben, onderscheidt Marshalls zich door een grotere nadruk te leggen op schoenen en heeft het grotere heren- en kinderafdelingen.
In 2019 startte Marshalls met de exploitatie van een webshop.

## Juridische problemen
TJX betaalde een schikking van US $ 100 miljoen in Californië om een class-action-zaak voor werknemers te schikken in 2002, waarin werd beweerd dat Marshalls vrijgestelde/niet-vrijgestelde classificaties had misbruikt om de betaling van overuren of compensatietijd aan werknemers in bepaalde functies die niet-vrijgestelde taken vervullen, te vermijden, zoals vereist is door de federale Fair Labor Standards Act .

## Liefdadigheid
De onderneming heeft nationale en lokale partnerschappen ontwikkeld met Amerikaanse liefdadigheidsorganisaties. Alle donaties en fondsenwervingsinspanningen van Marshalls zijn verbonden met het helpen van kinderen, gezinnen en hun gemeenschappen met deze programma's:
- Domestic Violence Prevention
- Juvenile Diabetes Research Foundation
- National Youth Anti-Drug Campaign
- St. Jude Children's Research Hospital
- United Way

## Marshalls Canada
Marshalls opende zijn eerste vestigingen in Canada in maart 2011. Vanaf november 2016 had Marshalls Canada 50 winkels met plannen om ongeveer 100 winkels in het hele land te exploiteren.